# طريق سريع إلى الصين (رواية)
رواية طريق سريع إلى الصين (بالإنجليزية: High Road to China)‏ هي رواية للكاتب الأسترالي جون كليري. نشرت عام 1977.